# Công tước xứ St Albans
Công tước xứ St Albans (tiếng Anh: Duke of St Albans) là một tước vị thuộc Đẳng cấp quý tộc Anh. Nó được Vua Charles II của Anh tạo ra vào năm 1684, để ban cho Charles Beauclerk, Bá tước thứ 1 xứ Burford, khi đó mới 14 tuổi. Vua Charles II đã công nhận Burford là con trai ngoài giá thú của mình với Nell Gwyn, một nữ diễn viên, và trao cho ông tước vị Công tước. Vua Charles II cũng trao tước vị công tước cho những người con ngoài giá thú khác, bao gồm: Công tước xứ Monmouth, Công tước xứ Southampton, Công tước xứ Grafton, Công tước xứ Northumberland và Công tước xứ Richmond và Lennox.
Các tước vị phụ của Công tước St Albans bao gồm: Bá tước xứ Burford, ở hạt Oxford (1676), Nam tước xứ Heddington, cùng (1676) và Nam tước xứ Vere, của Hanworth ở hạt Middlesex (1750). Bá tước và Nam tước của Heddington thuộc Đẳng cấp quý tộc Anh, và Nam tước Vere thuộc Đẳng cấp quý tộc Đại Anh. Các Công tước giữ danh hiệu cha truyền con nối của Grand Falconer of England.
Hai người đứng đầu trong số này được hưởng các tước vị lịch sự, như thường lệ, bởi con trai đầu tiên còn sống của Công tước và lần lượt cho bất kỳ người con trai nào của ông.

## Công tước xứ St Albans (1684)
Các tước hiệu khác: Bá tước xứ Burford và Nam tước xứ Heddington, ở hạt Oxford (1676) 
- Charles Beauclerk, Công tước thứ nhất của St Albans (1670–1726) (con trai ngoài giá thú của Charles II và Nell Gwynn)
- Charles Beauclerk, Công tước thứ 2 của St Albans (1696–1751) (con trai cả của Công tước thứ nhất)
- George Beauclerk, Công tước thứ 3 của St Albans (1720–1786) (con trai duy nhất của Công tước thứ 2, chết mà không để lại người thừa kế)
- George Beauclerk, Công tước thứ 4 của St Albans (1758–1787) (cháu trai của Lãnh chúa William Beauclerk, con trai thứ hai của Công tước thứ nhất, chết khi chưa kết hôn)

 Các tước vị khác (Công tước thứ 5 trở đi): Nam tước xư Vere, của Hanworth ở hạt Middlesex (1750) 
- Aubrey Beauclerk, Công tước thứ 5 của St Albans (1740–1802) (con trai thứ tư và con trai út của Vere Beauclerk, Nam tước Vere thứ nhất, con trai thứ ba của Công tước thứ nhất)
- Aubrey Beauclerk, Công tước thứ 6 của St Albans (1765–1815) (con trai cả của Công tước thứ 5)
- Aubrey Beauclerk, Công tước thứ 7 của St Albans (1815–1816) (con trai duy nhất của Công tước thứ 6, chết khi còn nhỏ)
- William Beauclerk, Công tước thứ 8 của St Albans (1766–1825) (con trai thứ hai của Công tước thứ 5)
- William Aubrey de Vere Beauclerk, Công tước thứ 9 của St. Albans (1801–1849) (con trai cả của Công tước thứ 8)
- William Amelius Aubrey de Vere Beauclerk, Công tước thứ 10 của St Albans (1840–1898) (con trai duy nhất của Công tước thứ 9)
- Charles Victor Albert Aubrey de Vere Beauclerk, Công tước thứ 11 của St Albans (1870–1934) (con trai cả của Công tước thứ 10, qua đời không rõ nguyên nhân)
- Osborne de Vere Beauclerk, Công tước thứ 12 của St Albans (1874–1964) (con trai thứ hai của Công tước thứ 10, chết mà không có người thừa kế)
- Charles Frederick Aubrey de Vere Beauclerk, Công tước thứ 13 của St Albans (1915–1988) (cháu trai của Lãnh chúa Charles Beauclerk, con trai thứ năm của Công tước thứ 8)
- Murray de Vere Beauclerk, Công tước thứ 14 của St Albans (sinh năm 1939) (con trai cả của Công tước thứ 13)

Người thừa kế là Charles Francis Topham de Vere Beauclerk, Bá tước của Burford (sinh năm 1965) (con trai duy nhất của Công tước thứ 14).
Người thừa kế rõ ràng của hàng thừa kế là con trai duy nhất của ông, James Malcolm Aubrey Edward de Vere Beauclerk, Lãnh chúa xứ Vere (sinh năm 1995).

## Nam tước Vere (1750)
- Vere Beauclerk, Nam tước Vere thứ nhất (1699–1781) (con trai thứ ba của Công tước thứ nhất)
- Aubrey Beauclerk, Nam tước Vere thứ 2 (1740–1802) (kế vị là Công tước thứ 5 của St Albans vào năm 1787)